# جینو کاپلو
جینو کاپلو (به ایتالیایی: Gino Cappello) بازیکن فوتبال و اهل ایتالیا است 

## تیم ملی
از سال ۱۹۴۹ میلادی عضو تیم ملی فوتبال ایتالیا بوده و در ۱۱ بازی ملی حضور داشته‌است. او در بازی‌های ملی‌اش ۳ گل به ثمر رساند.
جینو کاپلو آخرین بازی ملی خود را در سال ۱۹۵۴ میلادی انجام داد.